# Кайхосро III Гуриели

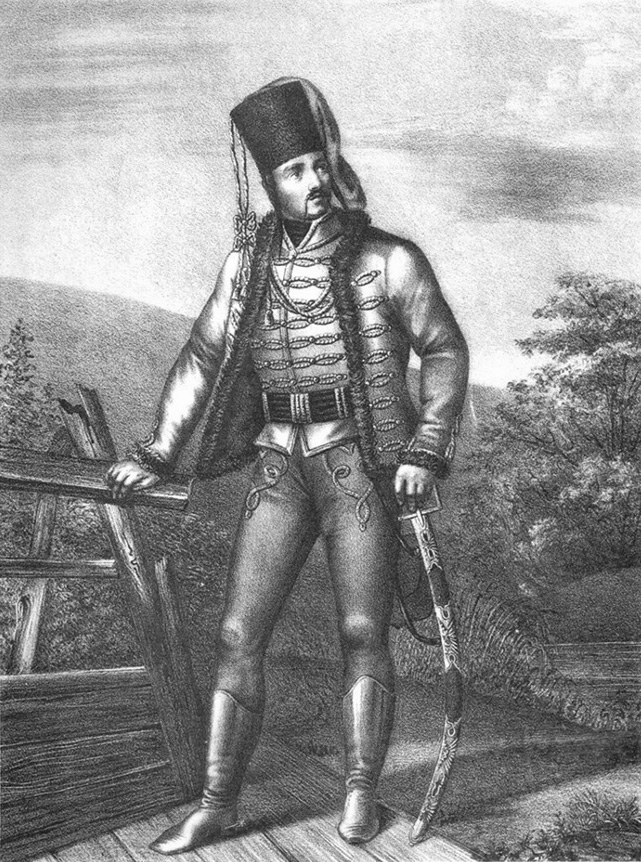
Офицер Грузинского гусарского полка, 1741—1761 годы.

Кайхосро III Гуриели (груз. ქაიხოსრო III გურიელი; ум. около 1751) — представитель грузинского владетельного рода Гуриели и правитель Гурии, княжества в западной Грузии, в 1716 году. В борьбе за княжеский престол он соперничал со своим братом Георгием IV Гуриели. В 1724 году Кайхосро III перебрался в Российскую империю, где в 1740-е годы командовал Грузинским гусарским полком.
Кайхосро III был вторым сыном Мамии III Гуриели, князя Гурии в 1689—1714 годах, и Елены, дочери Георгия Малакии Абашидзе. Он был монахом в 1716 году, когда его мать организовала переворот против своего собственного сына Георгия IV Гуриели, которого она свергла с помощью мегрельских и имеретинских войск и возвела Кайхосро III на княжеский престол Гурии. В следующем году Георгий IV смог вернуть себе власть с помощью османского паши Эрзурума. Елена и Кайхосро III бежали в Картли, где находились под покровительством царя Вахтанга VI, чья мать Тута была сестрой деда Кайхосро.
В 1724 году Кайхосро III и его жена последовали за Вахтангом VI, когда его отправили в ссылку в Россию, что было вызвано османским вторжением в Картли. Известный в Российской империи как Кайхосро Матвеевич Гуриелов, Кайхосро III был зачислен в Грузинский гусарский полк в 1738 году и получил имение в Полтавской губернии. В 1741 году он был произведён в чин подполковника и назначен командиром Грузинского гусарского полка. Кайхосро III вышел в отставку в 1751 году. Родившийся в России сын Кайхосро Степан (1730—1812) и внук Иван (1770—1818) дослужились до звания генерал-майора в Русской императорской армии. Со смертью Ивана русская ветвь Гуриели по мужской линии пресеклась. Потомки Кайхосро по женской линии в XIX веке добивались права носить фамилию Гуриели в своих семьях, но безуспешно.